# 玛丽娅·萨尔尼
玛丽娅·萨尔尼（芬蘭語：Maria Saarni，1977年9月8日—），娘家姓塞林（Selin），芬兰女子冰球运动员。她曾代表芬兰国家队参加1998年冬季奥林匹克运动会冰球比赛，获得一枚铜牌。